# Cap des Entailles
Das Cap des Entailles (französisch Kap der Kerben) ist ein Kap der Bernard-Insel im Géologie-Archipel vor der Küste des ostantarktischen Adélielands.
Französische Wissenschaftler benannten es 2010 offenbar wegen seiner zerklüfteten Erscheinung.